# Platyura maudae
Platyura maudae is een muggensoort uit de familie van de Keroplatidae. De wetenschappelijke naam van de soort werd voor het eerst geldig gepubliceerd in 1895 door Coquillett.